# یوری آریل
یوری آریل (عبری: אורי אריאל؛ زادهٔ ۲۲ دسامبر ۱۹۵۲) سیاستمدار اهل اسرائیل است. او وزیر کشاورزی اسرائیل است.